# Cớm tập sự
Cớm tập sự (tiếng Anh: Ride Along 2) là một bộ phim hành động hài của Mỹ năm 2016 do Tim Story đạo diễn và kịch bản chắp bút bởi Phil Hay và Matt Manfredi. Đây là phần tiếp theo của bộ phim năm 2014 Ride Along. Phim có sự tham gia của Kevin Hart, Ice Cube, Ken Jeong, Benjamin Bratt, Olivia Munn, Bruce McGill và Tika Sumpter. Hãng Universal Pictures phát hành phim vào ngày 15 tháng 1 năm 2016.